# Ophthalmoblapton parviflorum
Ophthalmoblapton parviflorum là một loài thực vật có hoa trong họ Đại kích. Loài này được Emmerich mô tả khoa học đầu tiên năm 1981.